# Collège de Beauvais
Le Collège de Beauvais (dit aussi Collège de Dormans-Beauvais) est un collège de l'ancienne université de Paris dont le bâtiment est classé.

## Histoire

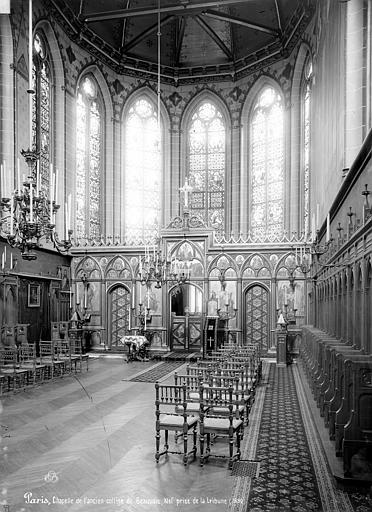
Intérieur,
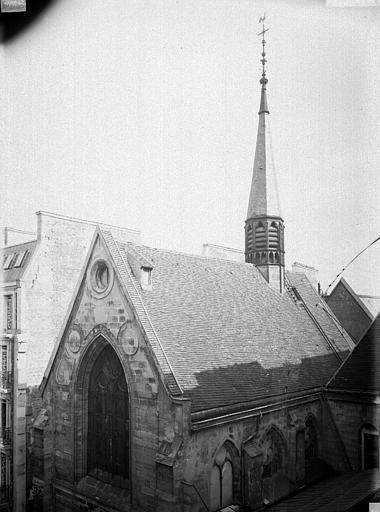
le toit,
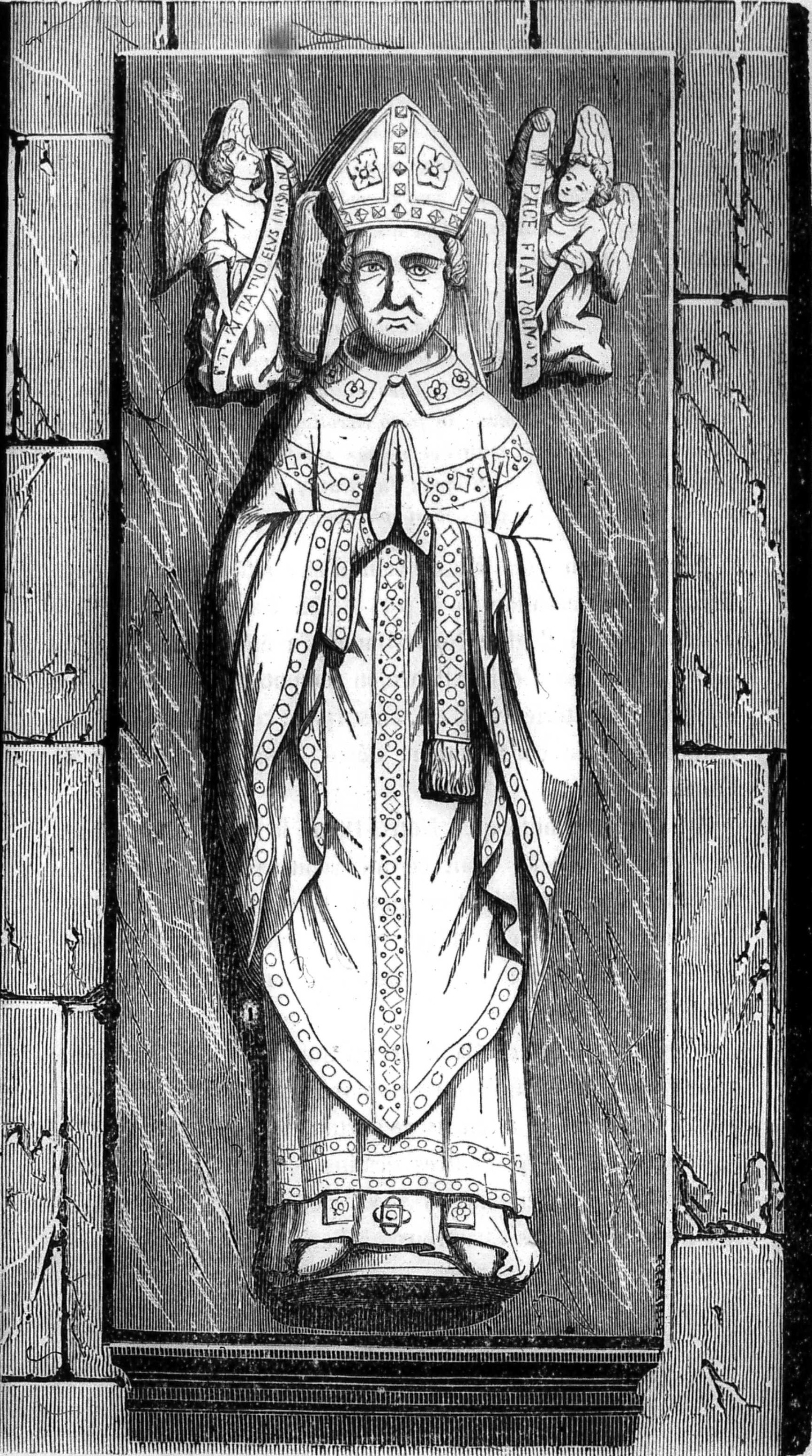
Jean de Dormans,
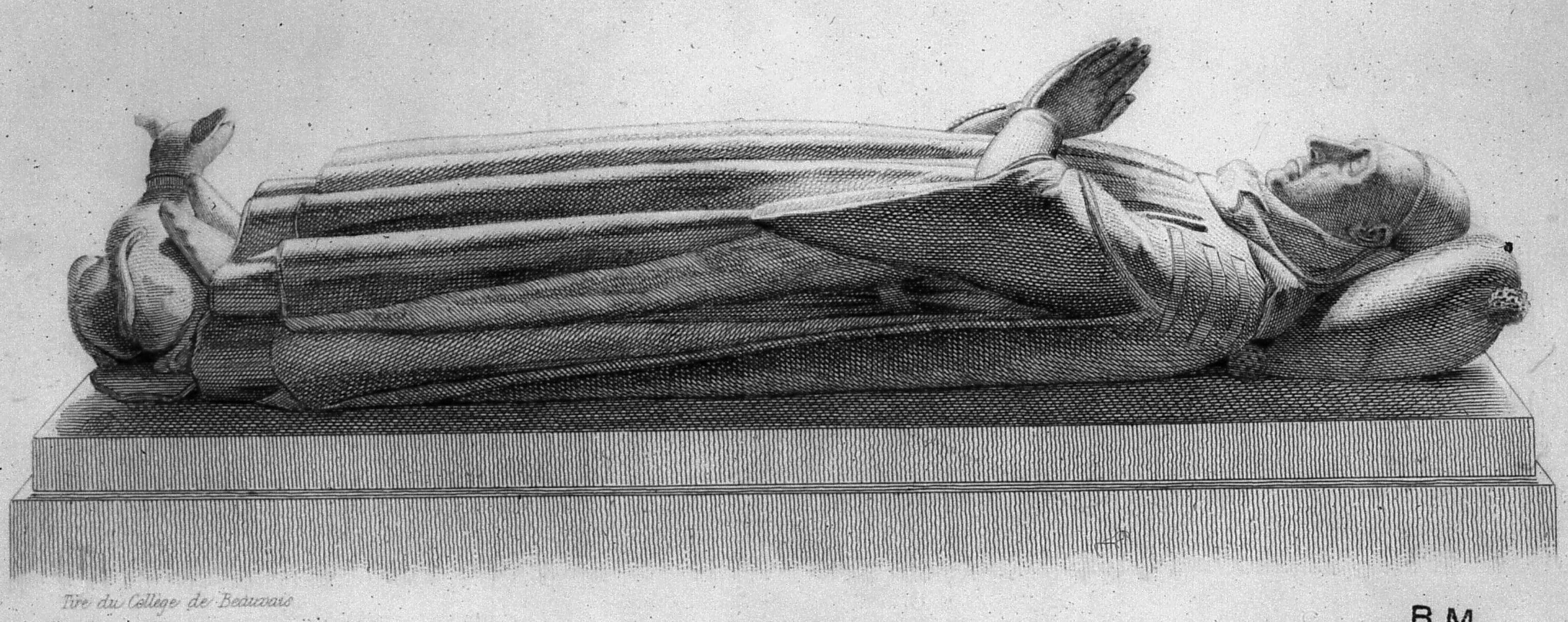
Renaud de Dormans.

Il se trouvait à Paris (5e arrondissement), dans l'actuelle rue Jean-de-Beauvais, anciennement rue du Clos-Bruneau. À la fin du XVIIe siècle et au début du XVIIIe siècle, ce fut un des hauts-lieux du jansénisme, fréquenté par de nombreux enfants de parlementaires.

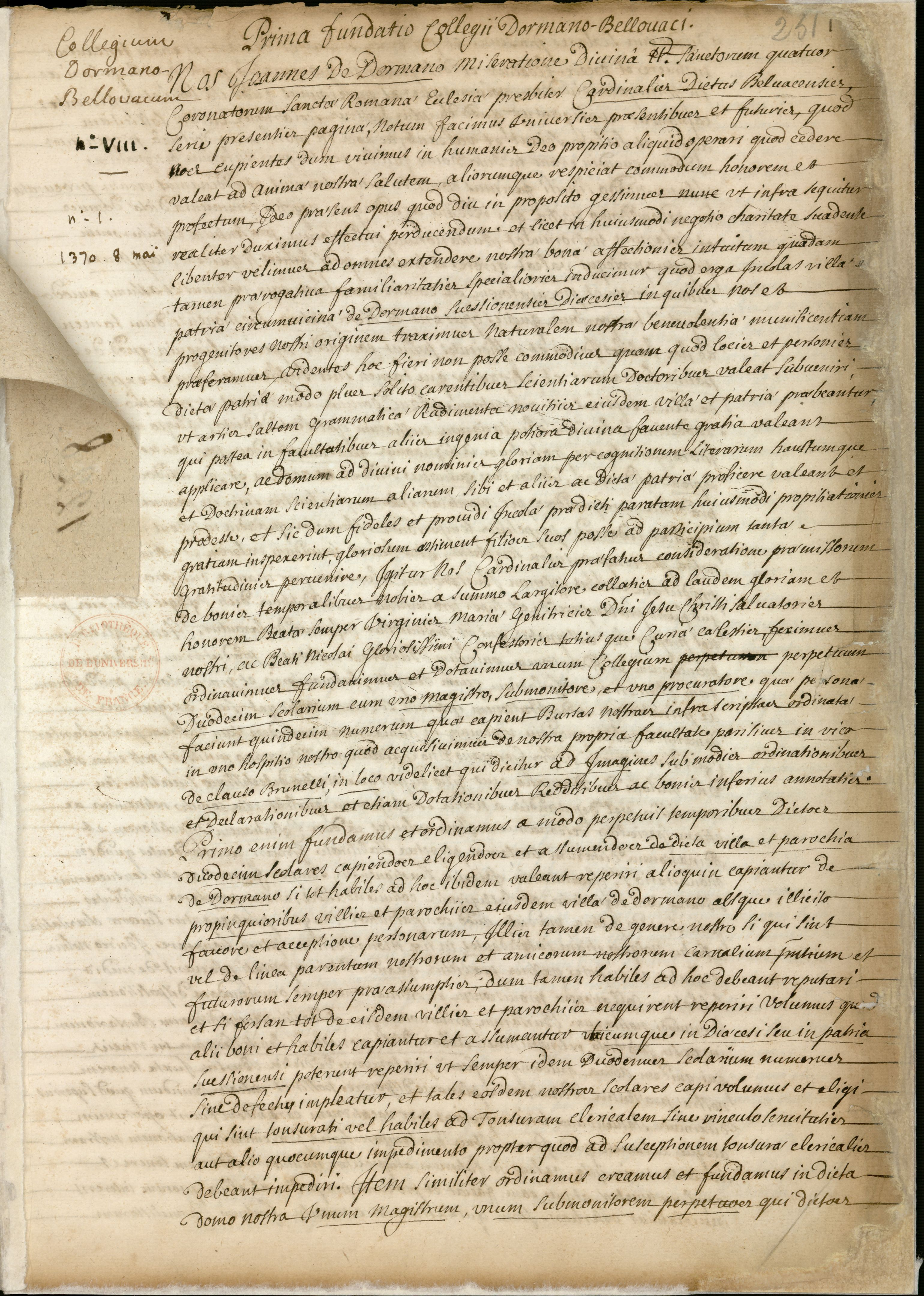
Fondation et statuts du collège de Dormans-Beauvais (Bibliothèque de la Sorbonne, NuBIS).

Le collège avait été fondé le 8 mai 1370 par Jean de Dormans, évêque de Beauvais et chancelier de France. La chapelle Saint-Jean l'évangéliste, est parvenue jusqu'à nous : c'est l'église des Saints-Archanges. Elle fut édifiée en 1375 par l'architecte Raymond du Temple, également maître d'œuvre du Louvre et de Vincennes. Ce fut également lui qui construisit en 1381 les bâtiments du collège, aujourd'hui disparus.
Au XVIe siècle, le collège de Presles et celui de Beauvais, qui ne sont séparés que par un mur, se rapprochent encore plus l’un de l’autre si bien que le principal de Presles Pierre de La Ramée, célèbre sous le nom de Ramus, s’entend avec Omer Talon, principal de Beauvais, pour qu’une porte soit ouverte entre les deux cours respectives. Lors des guerres de religion, il fut dirigé par Nicolas Charton, ami de Jean Grevin et de Ramus, protestant, assassiné comme lui à la Saint Barthelemy, et remplacé en 1568 par Martin Everard, catholique,.
Au mois de mars 1515, la direction du collège loue au libraire Pierre Moreau, l'Hôtel Sainte-Catherine dans la rue Sainte-Geneviève dont il est tenu de faire voûter la cave
Le collège fut fermé en 1763 et vendu au collège de Lisieux dont le bâtiment venait d'être acheté en 1758 et démoli en 1762 pour créer la place devant la nouvelle église Sainte-Geneviève, futur Panthéon et construire l'école de droit.

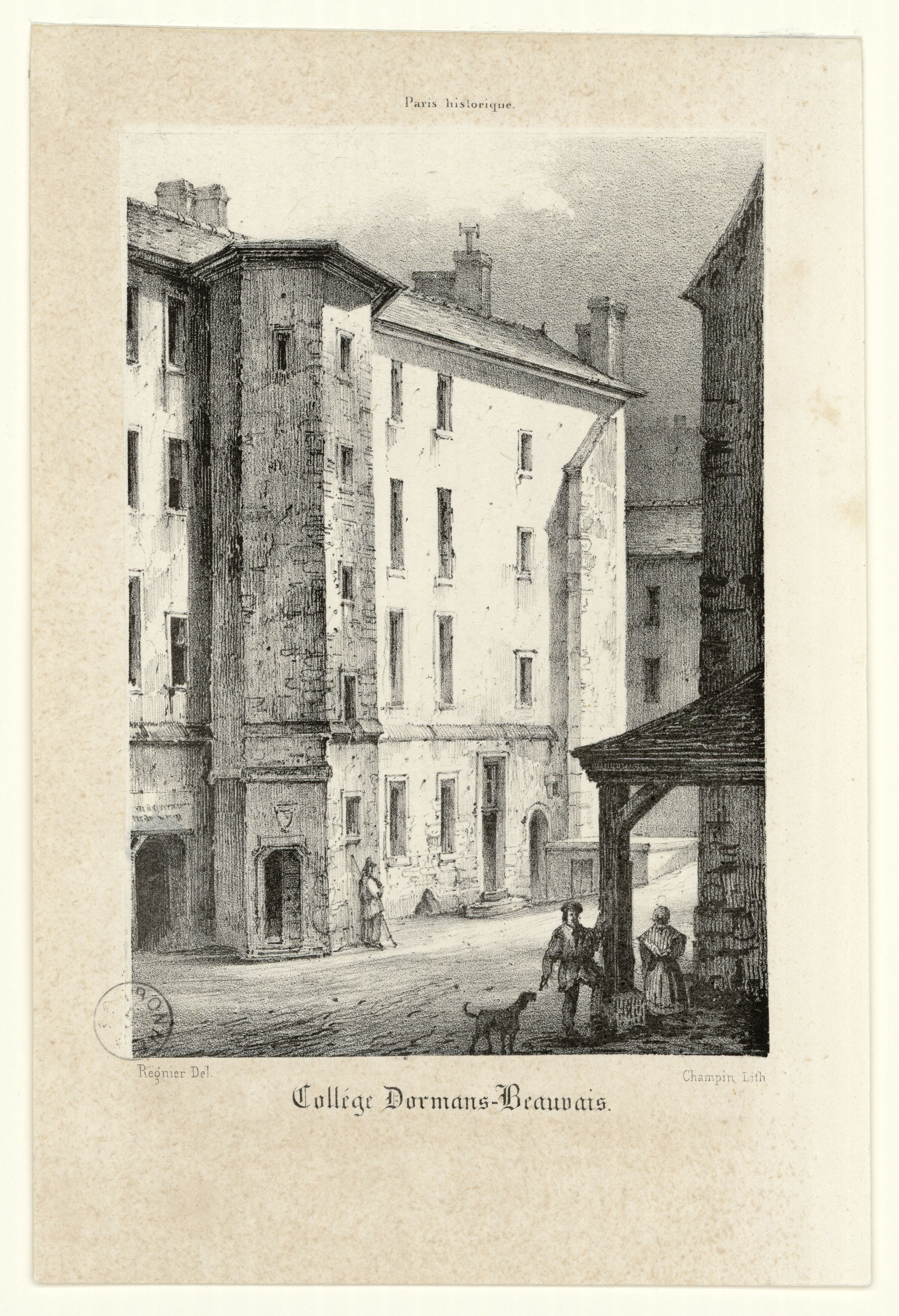
Champin & Régnier, estampe du collège Dormans-Beauvais, 1838 (Bibliothèque interuniversitaire de la Sorbonne, NuBIS).

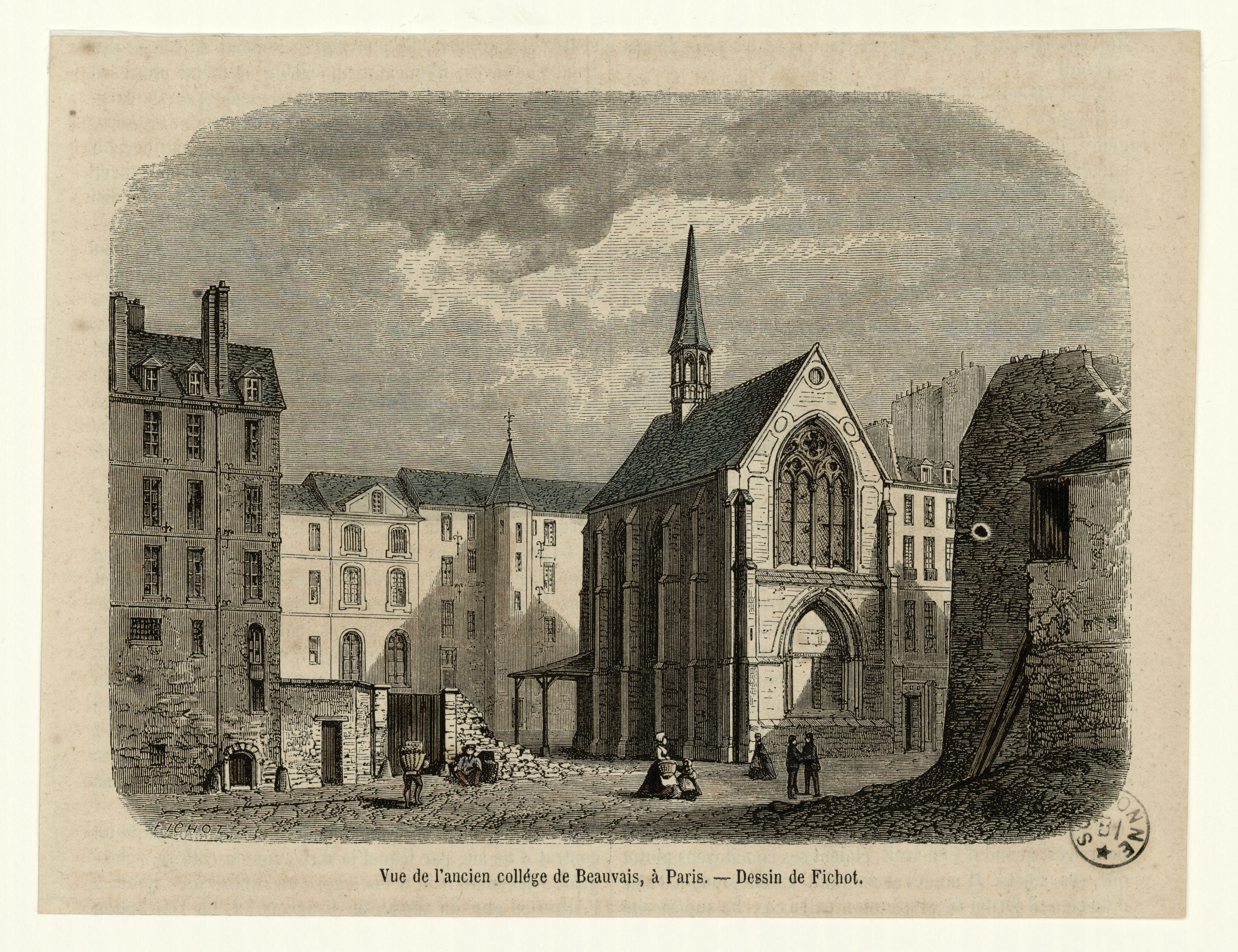
Fichot, vue de l'ancien collège de Beauvais, à Paris, 1865 (Bibliothèque interuniversitaire de la Sorbonne, NuBIS).

## Élèves célèbres
Le collège eut de nombreux pensionnaires célèbres :
- Nicolas Boileau
- Charles Perrault
- Cyrano de Bergerac
- Jean Racine[8]
- Louis Racine
- Louis Godin
- Jean-Pierre de Bougainville
- Claude Nicolas Ledoux
- Edme Mentelle
- Abbé de Vauxcelles

## Anciens enseignants
- Godefroy Hermant y enseigna de 1636 à 1639
- Jean-Baptiste-Louis Crevier y enseigna la rhétorique

## Sources